# العباس بن الفضل العبدي
العبَّاس بن الفضل بن العبَّاس بن يعقوب العَبْدي الأزرق المعروف باسم العبَّاس بن الفضل العبدي هو راوي حديث من البصرة، قدم بغداد وحدَّث بها. روى عن جمع من المحدثين، لكنه واجه نقدًا شديدًا من كبار علماء الجرح والتعديل مثل يحيى بن معين وعلي بن المديني.

## شيوخه
حدث العباس العبدي عن:
- همام بن يحيى
- الحمادان (حماد بن سلمة وحماد بن زيد)
- أبو الأشهب العطاردي
- السري بن يحيى
- سليمان بن المغيرة
- حرب بن شداد
- عبد الوارث بن سعيد
- الأسود بن شيبان
- سلام بن أبي مطيع
- يزيد بن إبراهيم التستري
- سعيد بن زيد بن درهم

## تلاميذه
روى عنه:
- عباس الدوري
- جعفر الصائغ
- إبراهيم بن دنوقا
- الحارث بن أبي أسامة
- نصر بن داود بن طوق
- محمد بن غالب التمتام
- وغيرهم.

## الجرح والتعديل
واجه العباس الأزرق نقدًا لاذعًا من كبار نقاد الحديث:
- يحيى بن معين: سُئل عنه فقال: «كَذَّابٌ خَبيث».[1]
- علي بن المديني: ضعَّفهُ جدًا. وعندما سُئل عن حديث رواه العباس الأزرق عن أبي الأسود عن حميد عن أنس (في استبراء صفية بحيضة)، أنكره ابن المديني بشدة وقال إن هذا الحديث ليس في كتب أبي الأسود (شيخ العباس العبدي في هذا الإسناد)، مما يدل على عدم ضبط العباس أو اختلاقه للحديث بحسب المديني.[2]

وروى العباس الأزرق حديث الغار عن همام عن ثابت البناني عن أنس عن أبو بكر الصديق، وفيه قول النبي مُحمَّد ﷺ لأبي بكر: «يا أبا بكر، ما ظنك باثنين الله ثالثهما؟».

### فهرس المنشورات
1. 1 2 3 4 5  البغدادي (2001)، ج. 14، ص. 15.
2. ↑  البغدادي (2001)، ج. 14، ص. 16.

### معلومات المنشورات كاملة
الكتب مرتبة حسب تاريخ النشر
- الخطيب البغدادي (2001)، تاريخ بغداد، تحقيق: بشار عواد معروف (ط. 1)، بيروت: دار الغرب الإسلامي، OCLC:49659164، QID:Q114815356